# Giải vô địch bóng đá Nam Mỹ 1957
Giải vô địch bóng đá Nam Mỹ 1957 là giải vô địch bóng đá Nam Mỹ lần thứ 25, diễn ra ở Peru từ 7 tháng 3 đến 6 tháng 4 năm 1957. Giải đấu có 7 đội tuyển tham gia, đấu vòng tròn tính điểm để chọn ra nhà vô địch. Argentina giành chức vô địch lần thứ 11 sau khi vượt qua Brasil ở lượt trận đấu cuối.

## Địa điểm
| Lima                  |
| --------------------- |
| Sân vận động Quốc gia |
| Sức chứa: 50.000      |
|                       |

## Kết quả
| Đội       | Pld | W | D | L | GF | GA | GD  | Pts |
| --------- | --- | - | - | - | -- | -- | --- | --- |
| Argentina | 6   | 5 | 0 | 1 | 25 | 6  | +19 | 10  |
| Brasil    | 6   | 4 | 0 | 2 | 23 | 9  | +14 | 8   |
| Uruguay   | 6   | 4 | 0 | 2 | 15 | 12 | +3  | 8   |
| Perú      | 6   | 4 | 0 | 2 | 12 | 9  | +3  | 8   |
| Colombia  | 6   | 2 | 0 | 4 | 10 | 25 | −15 | 4   |
| Chile     | 6   | 1 | 1 | 4 | 9  | 17 | −8  | 3   |
| Ecuador   | 6   | 0 | 1 | 5 | 7  | 23 | −16 | 1   |

## Trận đấu
| Uruguay                                        | 5–2 | Ecuador                 |
| ---------------------------------------------- | --- | ----------------------- |
| Ambrois 26', 29' (ph.đ.), 57', 74' · Sasía 87' |     | Larraz 12', 40' (ph.đ.) |

| Perú                   | 2–1 | Ecuador    |
| ---------------------- | --- | ---------- |
| Terry 29', 37' (ph.đ.) |     | Cantos 44' |

| Argentina                                                                                | 8–2 | Colombia                          |
| ---------------------------------------------------------------------------------------- | --- | --------------------------------- |
| Cruz 5' · Angelillo 10', 73' · Maschio 16' (ph.đ.), 23', 53' (ph.đ.), 85' · Corbatta 59' |     | Gamboa 34' (ph.đ.) · Valencia 37' |

| Brasil                        | 4–2 | Chile                             |
| ----------------------------- | --- | --------------------------------- |
| Didì 20', 26', 44' · Pepe 46' |     | Ramírez Banda 13' · Fernández 89' |

| Perú         | 1–0 | Chile |
| ------------ | --- | ----- |
| Mosquera 57' |     |       |

| Colombia   | 1–0 | Uruguay |
| ---------- | --- | ------- |
| Arango 28' |     |         |

| Argentina                      | 3–0 | Ecuador |
| ------------------------------ | --- | ------- |
| Angelillo 5', 39' · Sívori 14' |     |         |

| Argentina                                        | 4–0 | Uruguay |
| ------------------------------------------------ | --- | ------- |
| Maschio 7', 73' · Angelillo 48' · Sanfilippo 83' |     |         |

| Brasil                                                                        | 7–1 | Ecuador            |
| ----------------------------------------------------------------------------- | --- | ------------------ |
| Evaristo 22', 89' · Pepe 25' · Zizinho 34' (ph.đ.) · Joel 43', 68' · Didì 78' |     | Larraz 80' (ph.đ.) |

| Chile                           | 3–2 | Colombia                  |
| ------------------------------- | --- | ------------------------- |
| Verdejo 35', 70' · Espinoza 62' |     | Arango 68' · Carrillo 83' |

| Uruguay                                   | 5–3 | Perú                                    |
| ----------------------------------------- | --- | --------------------------------------- |
| Ambrois 22', 48', 60', 75' · Carranza 26' |     | Terry 3' · Seminario 81' · Mosquera 83' |

| Chile                          | 2–2 | Ecuador                         |
| ------------------------------ | --- | ------------------------------- |
| Ramírez Banda 18', 26' (ph.đ.) |     | Larraz 25' (ph.đ.) · Cantos 59' |

| Brasil                                                                    | 9–0 | Colombia |
| ------------------------------------------------------------------------- | --- | -------- |
| Pepe 27' · Evaristo 41', 44', 45', 75', 86' · Didì 50', 60' · Zizinho 85' |     |          |

| Perú                                            | 4–1 | Colombia           |
| ----------------------------------------------- | --- | ------------------ |
| Alberto Terry 34' · Rivera 35', 37' · Bassa 83' |     | Arango 57' (ph.đ.) |

| Argentina                                                                | 6–2 | Chile              |
| ------------------------------------------------------------------------ | --- | ------------------ |
| Sívori 7' · Angelillo 21', 70' · Maschio 53', 74' · Corbatta 83' (ph.đ.) |     | Fernández 14', 28' |

| Uruguay                        | 3–2 | Brasil                  |
| ------------------------------ | --- | ----------------------- |
| Campero 15', 23' · Ambrois 17' |     | Evaristo 68' · Didì 70' |

| Brasil           | 1–0 | Perú |
| ---------------- | --- | ---- |
| Didì 73' (ph.đ.) |     |      |

| Colombia                                              | 4–1 | Ecuador            |
| ----------------------------------------------------- | --- | ------------------ |
| Álvarez 19' (ph.đ.) · Gutiérrez 22' · Gamboa 30', 58' |     | Larraz 32' (ph.đ.) |

| Uruguay                 | 2–0 | Chile |
| ----------------------- | --- | ----- |
| Campero 28' · Roque 40' |     |       |

| Argentina                              | 3–0 | Brasil |
| -------------------------------------- | --- | ------ |
| Angelillo 23' · Maschio 87' · Cruz 90' |     |        |

| Perú                     | 2–1 | Argentina  |
| ------------------------ | --- | ---------- |
| Mosquera 15' · Terry 81' |     | Sívori 50' |

### Vô địch
| Vô địch Cúp bóng đá Nam Mỹ 1957 Argentina Lần thứ 11 |

## Danh sách cầu thủ ghi bàn
9 bàn
| - Humberto Maschio | - Javier Ambrois |  |

8 bàn
| - Antonio Angelillo | - Didi | - Evaristo |

5 bàn
- Alberto Terry

4 bàn
- Jorge Larraz

3 bàn
| - Omar Sívori - Pepe - José Fernández | - Jaime Ramírez Banda - Carlos Arango - Delio Gamboa | - Enrique Cantos - Máximo Mosquera - Luis Campero |

2 bàn
| - Oreste Corbatta - Osvaldo Cruz | - Joel - Zizinho | - Carlos Verdejo - Manuel Rivera |

1 bàn
| - José Sanfilippo - Sergio Espinosa - Alejandro Carrillo - Humberto Álvarez | - Jaime Gutiérrez - Alberto Valencia - Juan Bassa - Juan Seminario | - Carlos María Carranza - José Walter Roque - José Sasía |